# Opius michaeli
Opius michaeli är en stekelart som beskrevs av Fischer 1968. Opius michaeli ingår i släktet Opius och familjen bracksteklar. Inga underarter finns listade i Catalogue of Life.